# Halichondria magniconulosa
Halichondria magniconulosa är en svampdjursart som beskrevs av George John Hechtel 1965. Halichondria magniconulosa ingår i släktet Halichondria och familjen Halichondriidae.
Artens utbredningsområde är Jamaica. Inga underarter finns listade i Catalogue of Life.